# Fri rörlighet för varor
Fri rörlighet för varor är en av de fyra friheterna inom Europeiska unionen och en central del av den inre marknaden. Den fria rörligheten för varor innebär att varor kan handlas fritt mellan unionens medlemsstater, utan tullavgifter eller kvantitativa restriktioner.
Den fria rörligheten för varor etablerades i flera steg, dels genom upprättandet av en tullunion den 1 juli 1968, dels genom upprättandet av den inre marknaden den 1 januari 1993.
Utöver borttagandet av tullavgifter och andra handelsbarriärer har gemensamma produktregler införts inom den inre marknaden för att underlätta för företag som producerar varor för konsumenter i många olika medlemsstater.

## Gemensamma produktbestämmelser och ömsesidigt erkännande
För att underlätta handel av varor på den inre marknaden har ett omfattande regelverk antagits av gemensamma produktbestämmelser inom Europeiska unionen. Regelverket harmoniserar alltifrån handelsnormer för frukt och grönsaker till säkerhetskrav för till exempel leksaker.
Många produktbestämmelser är dock fortfarande helt nationella. Enligt principen om ömsesidigt erkännande ska dock en vara som lagligen saluförs i en medlemsstat även tillåtas säljas i övriga medlemsstater. Endast i vissa undantagsfall kan en medlemsstat hindra försäljningen av en sådan vara, till exempel med hänsyn till allmän moral, allmän ordning eller allmän säkerhet. Principen etablerades ursprungligen genom rättspraxis av EU-domstol genom Cassis de Dijon-domen. Principen har sedermera kodifierats i lag genom en förordning som utfärdats av Europaparlamentet och Europeiska unionens råd.

## Begränsningar
Begränsningar i den fria rörligheten för varor får göras i enlighet med artikel 36 i fördraget om Europeiska unionens funktionssätt. Bestämmelsen tillåter bland annat begränsningar med hänsyn till  allmän moral, allmän ordning eller allmän säkerhet eller intresset att skydda människors och djurs hälsa och liv, att bevara växter, att skydda nationella skatter av konstnärligt, historiskt eller arkeologiskt värde eller att skydda industriell och kommersiell äganderätt.

### Statliga monopol
Den fria rörligheten för varor förhindrar inte medlemsstaterna från att ha vissa statliga monopol, så länge utformningen av dessa i övrigt överensstämmer med unionsrätten. Exempelvis har både Finland och Sverige statliga monopol på försäljning av alkoholhaltiga drycker.